# آبشار ستراک
آبشار ستراک (به انگلیسی: Setrock Creek Falls) آبشاری است که در جنگل ملی پیزگاه، کارولینای شمالی، ایالات ماحده آمریکا واقع شده و ارتفاع کلی ریزشگاه آن ۵۵ فوت (۱۷ متر) - disputed است.